# Anarquismo en México
En México, el anarquismo (la filosofía política que propone una sociedad tanto de libertades individuales como social, sin autoridad o poder público, basada en la ayuda mutua y la cooperación voluntaria) tiene antecedentes desde el siglo XIX, la mayoría de anarquismo era anarco-comunista o algún derivado de ello.

## SigloXIX
Una vez declarada la Independencia de México de España en 1821, el territorio mexicano ofrecía posibilidades para el desarrollo de nuevos modelos sociales. En 1828, después de fracasado el proyecto de la Comunidad New Harmony en Indiana, Estados Unidos, Robert Owen intentó fundar una nueva comunidad socialista utópica rural en Texas (cuando aún formaba parte de la República Mexicana) sin embargo no encontró los terrenos adecuados ni los socios que invirtieran en la infraestructura y el proyecto no se realizó.
En 1886, se estableció una comunidad socialista utópica en Topolobampo, fundada por Albert Kimsey Owen junto con otros 26 colonos estadounidenses. Este proyecto concluyó aproximadamente diez años después, cuando Owen abandonó la comunidad por diferencias con algunos de sus integrantes.
Por otra parte, en 1854, el Partido Liberal llegó a la presidencia de México y realizó una serie de reformas de carácter anticlerical y anti-militar que provocarían la Guerra de Reforma (1857-1861).
En 1860, Plotino Rhodakanaty, anarco-socialista nacido en Grecia, viajó a México y difundió ideas anarquistas. Fundó en Chalco, Estado de México, la escuela La Social y el Club Socialista, ligado a Mijaíl Bakunin, de ese grupo, Francisco Zalacosta, Santiago Villanueva, Hermenegildo Villavicencio y Julio Chávez López posteriormente influyeron en el movimiento agrario y obrero mexicano del siglo XIX.

## SigloXX
La dictadura de Porfirio Díaz propició a principios del siglo XX el resurgimiento de un movimiento que pretendía reorganizar el Partido Liberal (un partido anarco-comunista), según la tradición liberal juarista del siglo XIX; desde ahí comenzó un proceso de radicalización planteado por los hermanos Flores Magón que se empeñaría en provocar, desde 1906, una revolución social en México a través de la formación de grupos armados organizados por el Partido Liberal Mexicano (PLM), que serían el antecedente inmediato de la llamada Revolución mexicana de 1910. Las huelgas obreras de Cananea y Huelga de Río Blanco, así como la Rebelión de Acayucan y el ataque a Ciudad Juárez fueron algunas de las acciones llevadas a cabo por el PLM durante el porfiriato. El empuje de las fuerzas del PLM, junto con la participación de otros movimientos anti-porfiristas, entre los que se encontraba el de Francisco I. Madero, que contaba con mayores recursos económicos, derrocó al régimen porfirista.
La Rebelión de Baja California, que se desarrolló de enero a junio de 1911 fue la acción más significativa del PLM, ya con una postura abiertamente anarco-comunista en la que también participaron militantes del sindicato Industrial Workers of the World (Trabajadores Industriales del Mundo). La conquista del pan de Piotr Kropotkin, que los liberales consideraban como una especie de biblia anarquista, sirvió de base teórica a las efímeras comunas revolucionarias. Sin embargo la rebelión terminaría siendo derrotada por maderistas y soldados federales apoyados por el gobierno de William Howard Taft, entonces presidente de los Estados Unidos.
El 23 de septiembre de 1911, la Junta Organizadora del Partido Liberal Mexicano, publicó a través del periódico Regeneración en Los Ángeles, California, un manifiesto anarco-comunista para luchar por la abolición del Estado y la propiedad privada, dirigido al pueblo de México, que en ese momento se encontraba levantado en armas. 
Regeneración, que llegó a contar con cerca de 30 mil suscriptores en México y el Sur de los Estados Unidos, fue un medio de agitación y difusión de ideas anarquistas, sobre todo su cuarta época de 1910 a 1918.
La Junta Organizadora del Partido Liberal Mexicano reconocía como afines las ideas del movimiento de Emiliano Zapata en el Estado de Morelos, a través de Regeneración declaraba en 1916: 

“Sabemos bien que aquellos revolucionarios no son anarquistas. Empero, si no son anarquistas, hacen obra de anarquistas, pues expropian la riqueza (…) Los revolucionarios del Sur son dignos de simpatía y apoyo”.

Otros autores comparan a Zapata con Nestor Makhno en la Revolución ucraniana, y con Buenaventura Durruti en la guerra civil española.
Dentro del Ejército Libertador del Sur había destacados anarco-comunistas como Antonio Díaz Soto y Gama, quien representó a dicha facción en la Soberana Convención Revolucionaria. 
En la Ciudad de México, fue fundada en 1912 la Casa del Obrero Mundial (COM) con base en principios anarcosindicalistas.
En 1941 fue fundada la Federación Anarquista Mexicana por la Federación Anarquista del Centro junto con otras organizaciones e individuos. Llevó a cabo sus actividades con el apoyo de exiliados de la guerra civil española y editó el periódico Regeneración como órgano de difusión de sus ideas aproximadamente hasta finales de la década de 1970.
Ricardo Mestre, un anarquista pacifista de origen catalán exilado en México fundó en 1940 la Editorial Minerva junto con Miquel Ángel Marín y Ramón Pla Armengol, la cual tuvo actividad hasta 1946, desde ahí se difundieron textos anarquistas y se promovieron autores como Rudolf Rocker.  En 1980 Mestre en compañía de jóvenes anarquistas mexicanos (Luis Ángel Gómez y Jorge Robles) fundó con sus propios archivos y de algunos otros compañeros de exilio, la Biblioteca Social Reconstruir en el Centro Histórico de la Ciudad de México, dedicada a difundir ideas anarco-comunistas.